# Dajingmen

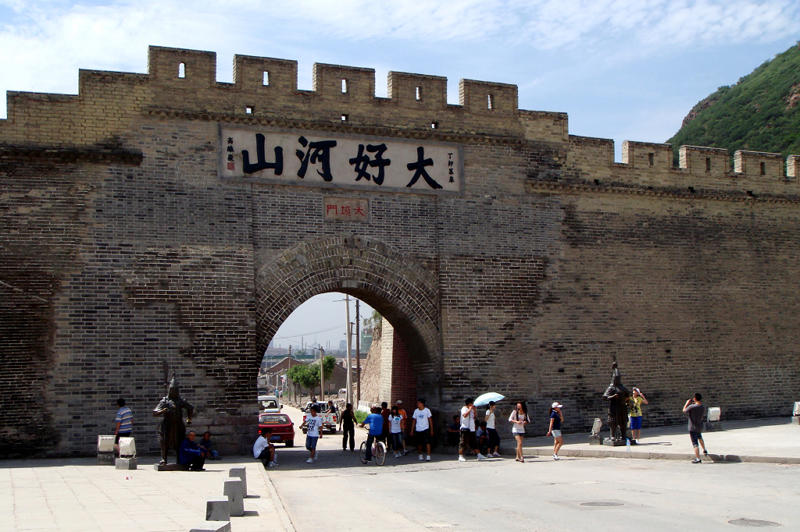
Porten Dajingmen genom kinesiska muren.

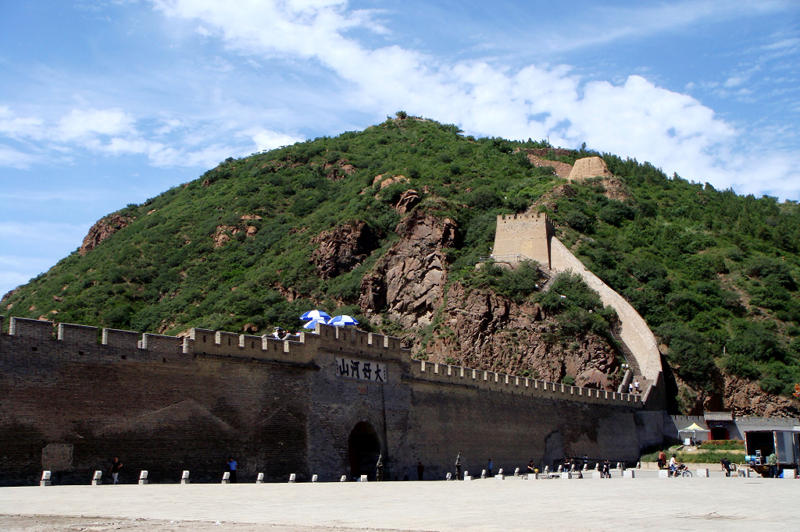
Kinesiska muren vid Dajingmen.

Dajingmen eller Dajingporten (大境门; Dàjìngmén) är en port genom den kinesiska muren. Dajingmen ligger norra delen av centrala Zhangjiakou i Hebei i Kina.
Dajingmen har historiskt varit en viktig passage mellan norra Kina och Mongoliet. Dajingmen uppfördes 1644 av kejsare Shunzhi. Över porten står texten "大好河山" som betyder "Fantastiska floder och berg".
Kinesiska muren vid Zhangjiakou kallas "den yttre muren", och uppfördes med början 1412 av kejsar Yongle. Efter Tumukrisen 1449 byggdes muren ut under flera olika omgångar under andra hälften av 1400-talet av kejsarna Jingtai, Chenghua och Hongzhi.
Försvaret av kinesiska muren kring Dajingmen under Mingdynastin låg under Xuanfugarnisonens ansvarsområde.